# Джон Моєр
Джон Моєр (англ. John Robert Moyer; нар. 30 листопада 1973) — американський музикант, відомий як дійсний бас-гітарист та бек-вокаліст хеві-метал гурту «Disturbed». Приєднався до гурту в 2004 році, після того, як її покинув колишній учасник Стів Кмак (англ. Steve «Fuzz» Kmak). Свою роботу розпочав з третього студійного альбому гурту «Ten Thousand Fists». Після того, як Disturbed оголосили про безстрокову відпустку, в лютому 2012 року Моєр приєднався до нового гурту Adrenaline Mob.

## Біографія
Джон Моєр народився та виріс в Ель-Пасо, штат Техас. Раніше грав в хард-рок гурті з Техасу The Union Underground.
До свого перебування в Union Underground, він був бас-гітаристом популярного гурту Soak, також родом з Техасу. Він є власником музичної школи Natural Ear Music в Остін, штат Техас, де він викладає та працює з багатьма молодими гуртами. Він також співпрацює з продюсерською організацією Silver Tongue Management, засновникам якої є сам.
У 2011 році Джон випустив навчальне відео «Modern Metal Bass» для видання Rock House. Також він написав музику до відео-ігри, Scivelation (раніше відомої як Salvation), шутер від третьої особи, що розробляється TopWare Interactive та українськими розробниками, Black Wing Foundation для Microsoft Windows, Xbox 360 та PlayStation 3. Дата виходу планується на 2014 рік.

### Техніка та обладнання
Хоча він і володіє технікою гри пальцями на бас-гітарі, Моєр віддає перевагу грі на медіаторі через більш агресивне звучання.
Джон Моєр є ендорсером басової компанії Traben. Компанія випустила його власну підписну бас-гітару Traben Havoc. Він також замови власний підсилювач у компанії Kustom, який спереду нагадує череп у вогні. Нещодавно Моєр підписав угоду з BC Rich Guitars (компанія холдингу Traben), які виробляють бас-гітару його конструкції Havoc.

### Дискографія
Soak
- Omniphonic Globalnova (1995)
- Self-Titled (1997)
- Flywatt (1998)
- 2179 (1999)

The Union Underground
- An Education In Rebellion (2000)

Disturbed
- Ten Thousand Fists (2005)
- Indestructible (2008)
- Asylum (2010)
- The Lost Children (2011)

Solo
- Scivelation — Soundtrack (2012)